# アントニ・パテック
アントニ・ノルベルト・パテック (Antoni Norbert Patek、1812年6月14日 - 1877年3月1日)はポーランドの時計製造の先駆者であり、スイスの時計メーカーであるパテック・フィリップ社の創設者であり、ポーランドの独立運動家、政治活動家でもあった。

## 若き頃

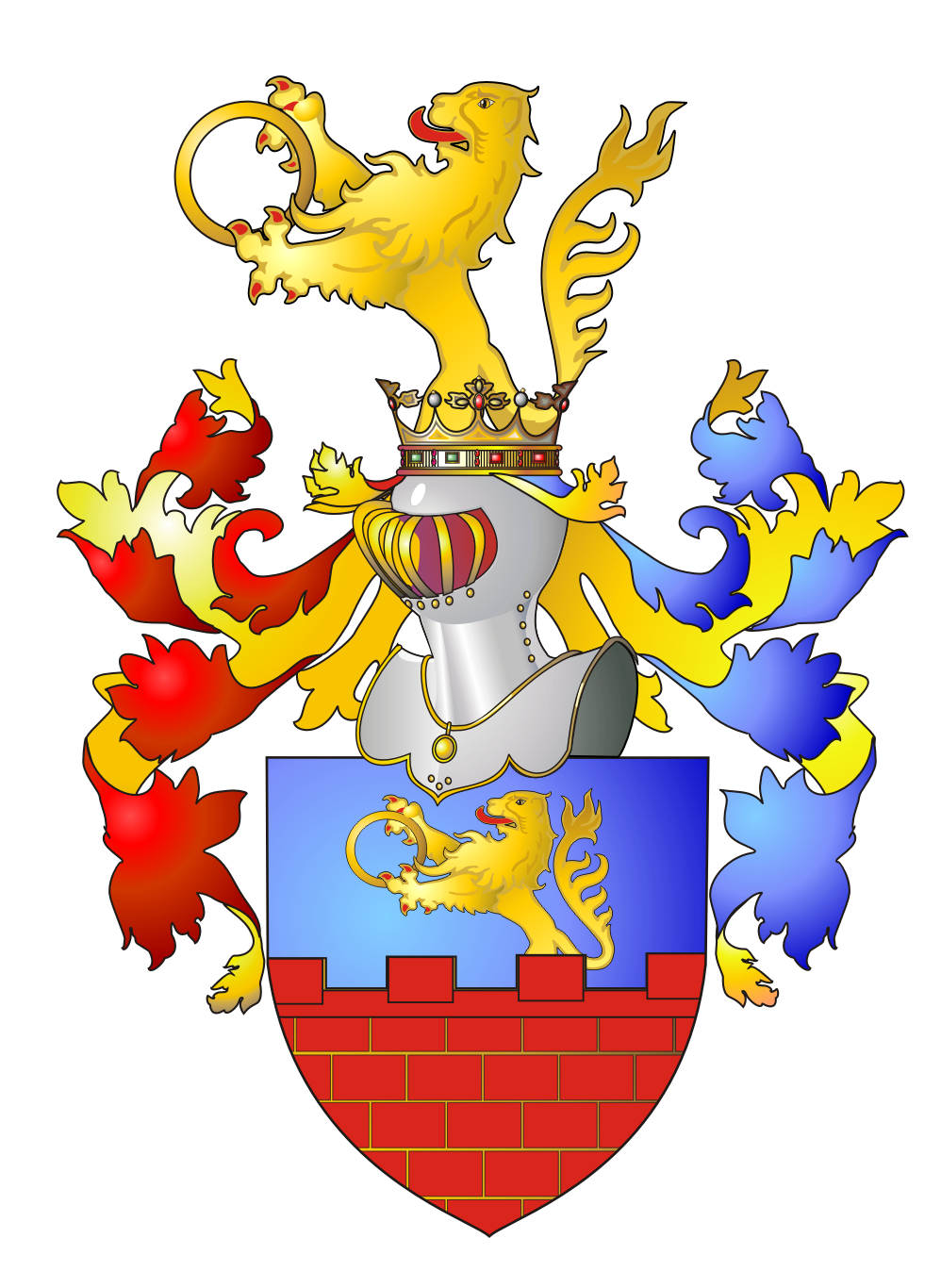
プラウジッチ家の紋章

1812年にワルシャワ公国のルブリン近郊のピアスキ・シュラチェキの名家の、アンナ・旧姓ピアセツカと、紋章がプラウジッチであるヨアヒム・パテックの子として生まれた。10歳のとき、パテックは両親とともにワルシャワに移り、そこで父親は1828年4月7日に亡くなった。
1828年3月1日、16歳のパテックはポーランド第1騎馬ライフル連隊に入隊した。ロシアの支配に対するポーランドの11月蜂起で戦い、2度負傷した。1831年2月27日、彼の英雄的な態度が認められ、パテックは「8月1日」旅団の少尉に昇進し、同年10月3日にはヴィルトゥティ・ミリタリ金十字章を授与された。蜂起の終結後、彼はポーランド軍の他の多くの将校や兵士と同様に国外へ移住しなければならなかった。

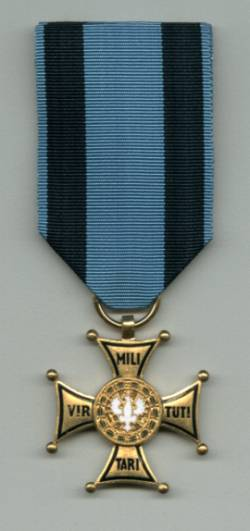
ヴィルトゥティ・ミリタリ勲章第4級

1832年、彼はユゼフ・ベム将軍の依頼を受け、ポーランドの反乱軍をプロイセンからフランスへ撤退させるルートを組織した。彼はミュンヘン近郊のバンベルクの拠点（反乱軍の撤退ルート上の5つの拠点のうちの1つ）の指揮を任された。撤退を終えた後、パテックはフランスに定住し、最初はカオール、次にアミアンに移り、そこで植字工として働いた。
2年後、ロシア大使館の圧力を受けたフランス政府が不利な法令を発令し、多くの元反乱分子がスイスに移住せざるを得なくなった。パテックはジュネーブ近郊のヴェルソワで酒類やワインの取引など、さまざまな商売を試みた。しばらくの間、パテックは有名なスイスの画家兼彫刻家アレクサンドル・カラメの絵画講座に通った。学業の合間にパリにも出向き、数か月滞在した。この頃、ヴェルソワのモロー家と親しくなり、その家で将来の妻と出会う。おそらく彼らは、当時の金細工師、彫刻家、エナメル細工師、ミニチュア職人が装飾した高価な懐中時計の取引という新しい活動を彼に勧めたのだろう。こうして彼は時計のムーブメント（時計の核となる機械部分のこと）を買い、それをすでに製品の品質で知られていたジュネーブの時計職人に渡し、彼の指示のもとケースを取り付けさせた。彼は最初から作品の品質と芸術的価値を最も重視し、非常に質の高い作品が高く評価される市場をすぐに見つけることができた。
1839年7月20日、パテックはヴェルソワで、トリノ出身のフランス人商人ルイ・シャルル・デニザールとその妻マリー・ジャンヌ・アデライード・エリザベート（旧姓デヴィメス）の娘、マリー・アデライード・エリザベート・トマシーン・デニザールと結婚した。アントニとマリー・ド・パテックには3人の子供がいた。最初の子、ボレスラス・ジョセフ・アレクサンドル・トーマス（ボレスワフ・ユゼフ・アレクサンドル・トマシュ）は1841年6月16日に生まれ、同年9月18日に亡くなった。他の2人はずっと後になってから生まれ、マリー・ド・パテックがそれぞれ39歳と41歳になっていた。息子レオン・メシスラス・ヴィンセント（レオン・ミェチスワフ・ヴィンセンティ）は1857年7月19日、娘マリー・エドウィジュ（マリア・ヤドヴィガ）は1859年10月23日に生まれた。

## パテック・チャペック商会 (1839–1845)

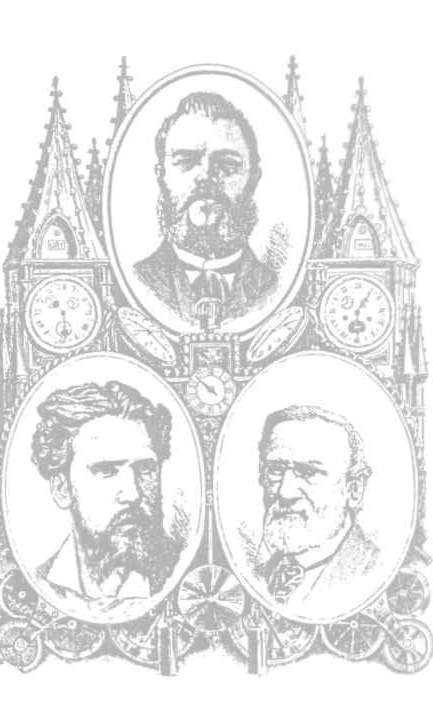
ジュネーブのポーランド時計製造の彫刻。上部にアントニ・パテック、下部にゴストコフスキー兄弟の肖像画が描かれている。

1839 年 5 月 1 日、ワルシャワ出身の才能ある時計職人アントニ・パテックは、もう一人のポーランド移民であるフランシス・チャペック (実際はチェコ系) とともに、ジュネーブで時計製造会社を設立した。この会社は、ポーランドの時計職人であるヴァヴルジニエツ・ゴストコフスキ、ヴィンツェンティ・ゴストコフスキ、ヴワディスワフ・バンドルスキなど、最初の従業員からも資金援助を受けました。最初の懐中時計は、個別の注文に応じて製造されました。この若い会社の芸術作品は、主に、革命の英雄の肖像画、10世紀と12世紀の伝説、ポーランドのチェンストホヴァの黒い聖母の崇拝など、ポーランドの歴史と文化のテーマを反映していた。
パテック・フィリップ・ミュージアムのコレクションの中には、1845年のズボウ王女の紋章が描かれた時計（写真[1] 参照）、1948年のポーランド将軍タデウシュ・コシチュシュコとポーランド公子でフランス侯爵ユゼフ・ポニャトフスキの肖像画（写真[2] 参照）が描かれている時計がある。

## パテック社 (1845–1851)
パテックとチャペックの意見の相違が深まり、チャペックは撤退を余儀なくされました。1851年、チャペックはチャペック社を設立し、1869年まで時計を製造しました。1845年5月15日、チャペックが退いたポジションに30歳のフランス人時計職人アドリアン・フィリップが就任し、1842年にキーレス巻き上げ機構を発明した。

## パテック・フィリップ社（1851〜）

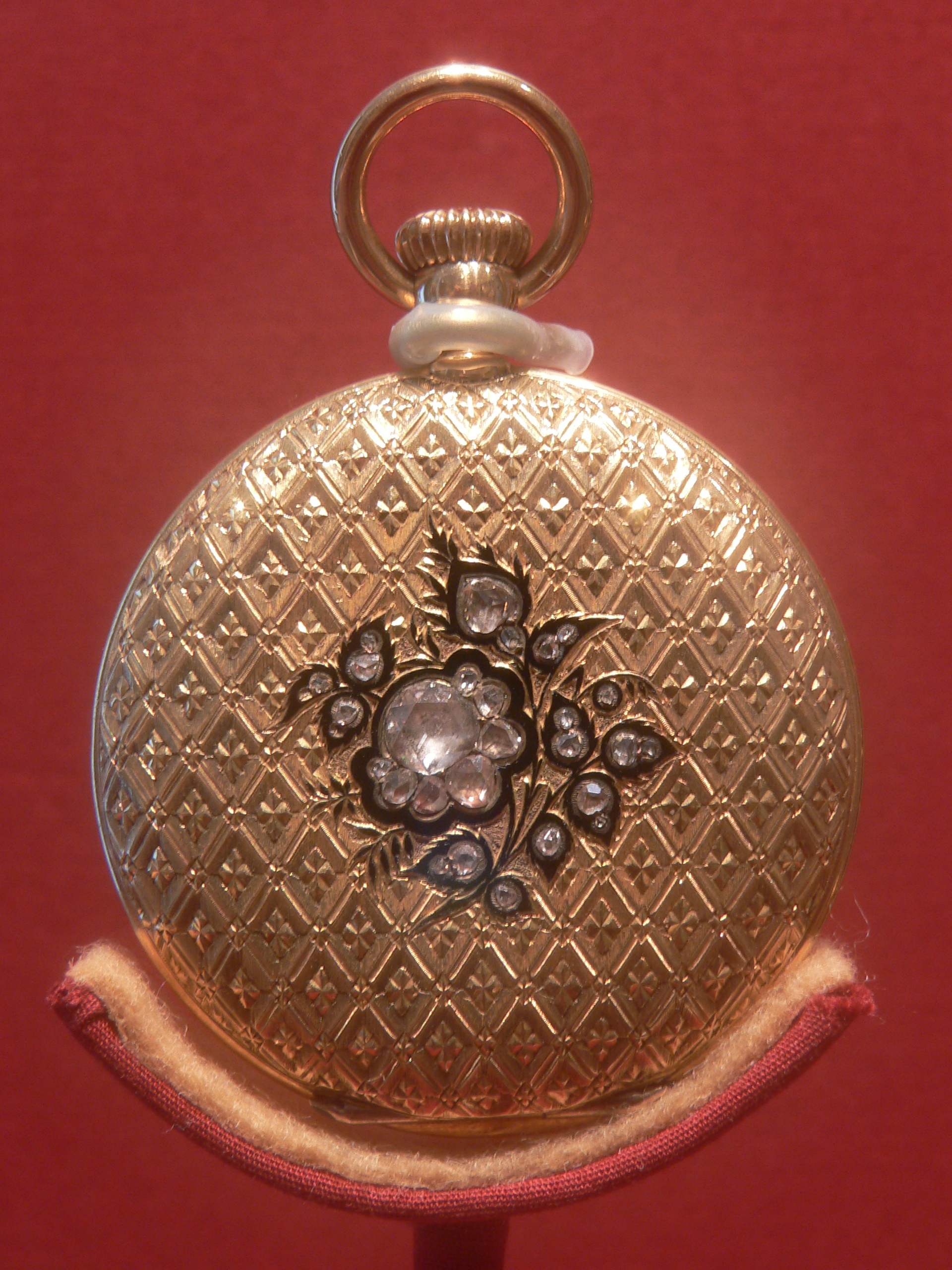
パテック フィリップ社の高級時計

1851年1月1日、パテック社はパテック フィリップ社に改組され、懐中時計の大量生産を開始した。
共同所有者の二人は完璧さを理想と認識し、アントニ・パテックが子孫に残した原則のおかげで会社は成功を収めました。
- 製造される時計の品質を可能な限り最高レベルに維持すること。
- 新しい発明や建設的な解決策を実装する能力。

「クイーン・ヴィクトリア」（写真[1]参照）オープンフェイスのキーレス巻き上げ式腕時計は、1851年8月18日、ハイド・パーク（クリスタル・パレス）で開催されたロンドン万国博覧会でイギリスのヴィクトリア女王に贈呈された。
パテック・フィリップ社は 1868年に最初の腕時計を製作し、1876年11月13日にハンガリーのコスコヴィッツ伯爵夫人に売却しました。同社はまた、腕時計における永久カレンダー、クロノグラフ、ミニッツリピーターの先駆者でもあった。
パテックは貿易関係のつながりを求めて、イギリス（1847年）、アメリカ（1854年）、ロシア（1858年）などを旅した。
パテックの死後、この会社は何度か所有者が変わっており、1929年以降は、パテック・フィリップ社はスターン家の所有となったが、社名はそのまま残された。パテック・フィリップ社は毎年、コレクターズアイテムとなる時計を発表しており、今日に至るまで高級ブランドであり続けている。パテック・フィリップ社は、ジュネーブシールを授与された唯一のジュネーブ時計メーカーである。ジュネーブシール認定を受けたすべてのムーブメントのうち、95%はパテック フィリップ社の時計である。また、パテック・フィリップ社は製品の革新に向けた努力を怠らず、1845年に巻き上げシステムを実装して以来、70件を超える特許を取得している。オークションで落札された最も高価な腕時計20点はすべてパテック・フィリップ社のものです。1933年に製造されたパテック フィリップのヘンリー グレイブス スーパーコンプリケーション ウォッチは、最も高価な時計の世界記録を保持しており、1999年のオークションで1,100万ドル以上で落札された。

## 政治生活

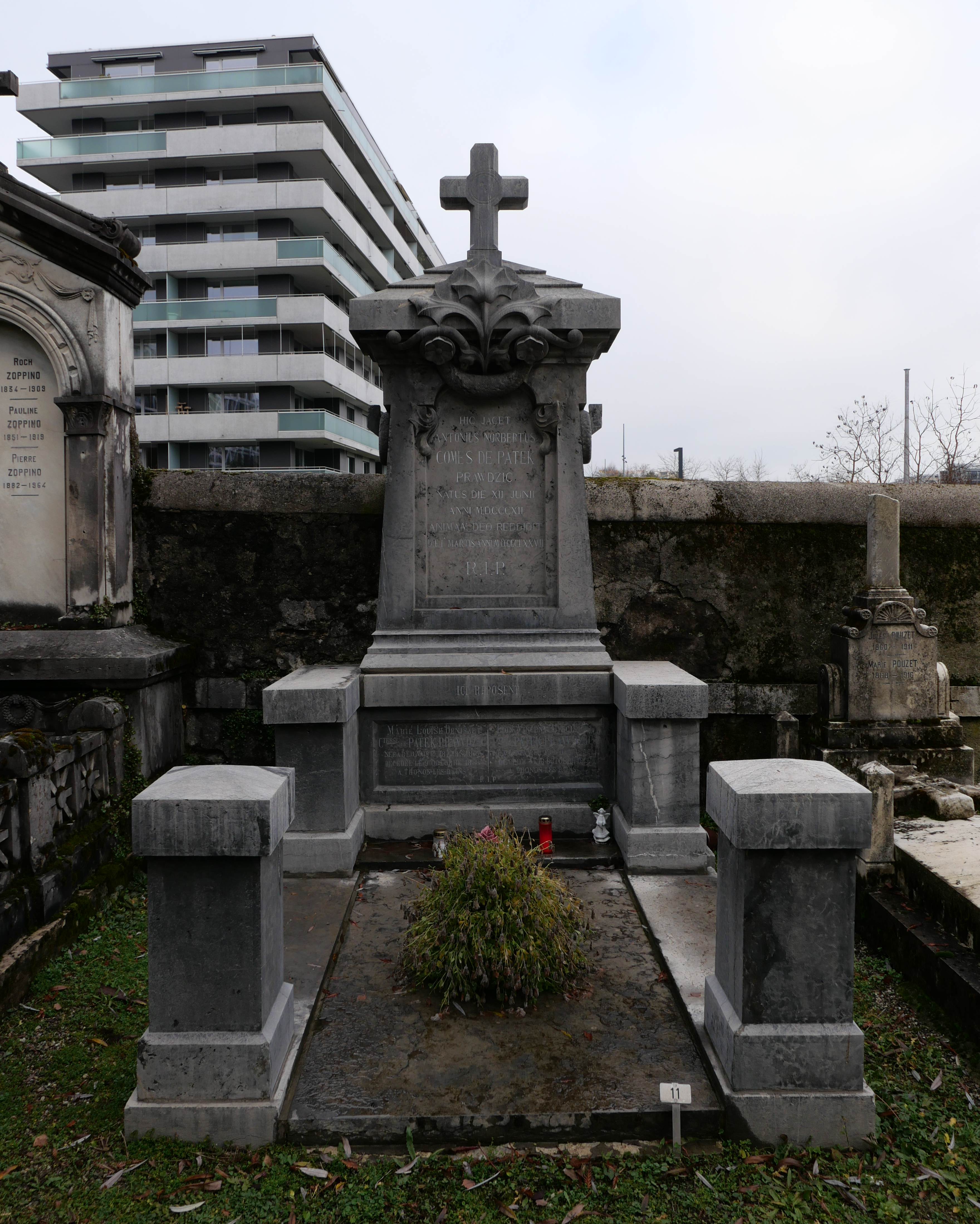
シャトレーヌ墓地にあるアントニ・パテックの墓

1843年、パテックはジュネーヴで帰化し、スイス国籍を取得しました。しかし、ポーランド移民としての政治活動は止めず、難民への支援活動も積極的に取り組んだ。1838年、彼はポーランド移民グループの「ポーランド基金」設立の取り組みを支援しました。これは翌年に設立された相互扶助組織で、彼は会計係となり、最も活動的なメンバーの 1 人となった。1844 年 5 月、彼はジュネーヴで講演サロンを備えたポーランド図書館の設立に参加した。ポーランド移民組織の中央集権化の必要性を確信した彼は、ジュネーヴ在住のポーランド人に「ポーランド移民基金」の委員会とパリのポーランド図書館に協力するよう勧めた。1843年、1845年、1847年に、彼はこの団体のためにアダム イェジ チャルトリスキ公爵に支援を要請した。 1846年5月18日、パテックはリヨンのポーランド民主協会に加入し、1848年の間にフランクフルト・アム・マインに密かに行き、3月6日のドゾル・ポルスキ会議の際に亡命ポーランド議会の召集を提案した。
1863年1月蜂起[1]におけるパテックの政治活動は、アルベルト・ポトツキという筆名で執筆したジュリアン・アレクサンダー・バワシェヴィチによって記述されている。蜂起鎮圧後、パテックはジュネーヴに到着した難民を援助し、パリの我らの主イエス・キリスト復活会（ポーランド語：Zmartwychwstańcy）との関係を維持した。その後、教皇ピウス9世は、ポーランド移民コミュニティ内での活動的なカトリック信者としての貢献と功績を認められ、パテックに伯爵の称号を授けた。残念ながら、バチカンのファイルには、この称号の日付と性質に関する情報を提供する文書は保存されていない。
1877年、アントニ・パテックはジュネーブで亡くなり、Chatelaineの墓地に埋葬された。